# 七階四面體堆砌
在幾何學中，七階四面體堆砌是一種位於雙曲三維非緊空間的雙曲正堆砌，由正四面體組成，在施萊夫利符號中用{3,3,7}來表示，考克斯特-迪肯符號中以表示 。每個稜都是七個正四面體的公共稜。

## 性質
由於正四面體不能堆滿三維空間，讓稜成為五個正四面體的公共稜之後，剩下的空間無法再放入一個正四面體，因此六階四面體堆砌就只能密鋪於雙曲空間，若再放入一個正四面體則無法存於雙曲緊湊空間，即圖形發散，無法收斂於無窮遠處，也就是說七階四面體堆砌是一種位於非緊空間的雙曲正堆砌，不滿足緊空間與仿緊空間的特性。
七階四面體堆砌的每個稜都是7個正四面體的公共稜、每個頂點都是4個正四面體的公共稜，其在頂點周圍的排列方式同為正四面體之面的排列方式，因此七階四面體堆砌的頂點圖為正四面體。此處頂點圖的正四面體與七階四面體堆砌組成胞的正四面體無直接關聯，僅是恰巧都是正四面體。

## 相關多胞體與堆砌
七階四面體堆砌是一種由正四面體組成的堆砌，其他胞也由正四面體組成多胞體與堆砌或蜂巢體包含：
| 圖像          |           |           |           |           |           |           |           |
| Vertex figure | · {3,3} · | · {3,4} · | · {3,5} · | · {3,6} · | · {3,7} · | · {3,8} · | · {3,∞} · |

此外，也可以在七階四面體堆砌的四面體構造出位於三維雙曲非緊空間的扭歪四邊形。